# ناحیه ورنن، شهرستان جکسون، ایندیانا
ناحیه ورنن، شهرستان جکسون، ایندیانا (به انگلیسی: Vernon Township, Jackson County, Indiana) یک سکونتگاه مسکونی در ایالات متحده آمریکا است که در شهرستان جکسون، ایندیانا واقع شده‌است.

## خصوصیات
ناحیه ورنن ۳٬۴۱۹ نفر جمعیت دارد و ۱۶۱ متر بالاتر از سطح دریا واقع شده‌است.